# Muto Tomu
Mutō Tomu  (武藤十夢 (Võ Đằng Thập Mộng)/ むとうとむ Mutō Tomu, sinh ngày 25 tháng 11 năm 1994 tại Tokyo) là một nữ idol, ca sỹ người Nhật Bản và là thành viên thuộc Team K của nhóm nhạc nữ Nhật Bản AKB48, Muto Tomu tốt nghiệp ngành Kinh tế tại Đại học Seijo vào năm 2017.

## Sự nghiệp
Tomu vượt qua vòng tuyển chọn thành viên thế hệ thứ 12 của AKB48 vào tháng 2 năm 2011 và xuất hiện lần đầu tiên trong đĩa đơn "Kaze wa Fuiteiru". Trong buổi AKB48 Tokyo Dome Shuffle tổ chức vào ngày 24 tháng 8 năm 2012, Tomu được lựa chọn vào Team K.
Trong buổi Tổng tuyển cử AKB48 lần thứ 4 tổ chức vào năm 2012, Tomu được xếp hạng lần đầu tiên, thứ 49 với 6,428 phiếu bình chọn và trở thành center của Future Girls.
Tháng 2 năm 2014, trong đợt AKB48 Group Shuffle, Tomu được chuyển đến Team A. Tháng 3 năm 2015, trong đợt AKB48 Spring Shuffle 2015, Tomu được chuyển lại về Team K.

## Tổng tuyển cử AKB48
- Hạng 49 (Future Girls) tại Cuộc Tổng tuyển cử thứ 4, tổ chức năm 2012
- Hạng 45 (Next Girls) tại Cuộc Tổng tuyển cử thứ 5, tổ chức năm 2013
- Hạng 24 (Undergirls) tại Cuộc Tổng tuyển cử thứ 6, tổ chức năm 2014
- Hạng 16 (Senbatsu) tại Cuộc Tổng tuyển cử thứ 7, tổ chức năm 2015
- Hạng 10 (Senbatsu) tại Cuộc Tổng tuyển cử thứ 8, tổ chức năm 2016
- Không tham gia Cuộc Tổng tuyển cử thứ 9, tổ chức năm 2017
- Hạng 7 (Senbatsu) tại Cuộc Tổng tuyển cử thứ 10, tổ chức năm 2018

## Danh sách đĩa nhạc

### Đĩa đơn cùng AKB48
| Năm  | Số | Tên                                | Vai trò                | Bài hát                            |
| ---- | -- | ---------------------------------- | ---------------------- | ---------------------------------- |
| 2011 | 23 | "Kaze wa Fuiteiru"                 | Team 4 và Kenkyuusei   | "Tsubomitachi"                     |
| 2012 | 25 | "Give Me Five!"                    | Special Girls C        | "Jung ya Freud no Baai"            |
| 2012 | 26 | "Manatsu no Sounds Good!"          | Special Girls          | "Mittsu no Namida"                 |
| 2012 | 27 | "Gingham Check"                    | Future Girls           | "Show Fight!"                      |
| 2012 | 28 | "Uza"                              | Under Girls            | "Tsugi no Season"                  |
| 2012 | 28 | "Uza"                              | Team K                 | "Scrap & Build"                    |
| 2012 | 29 | "Eien Pressure"                    |                        | "Watashitachi no Reason"           |
| 2013 | 30 | "So Long!"                         | Oshima Team K          | "Yuuhi Marie"                      |
| 2013 | 31 | "Sayonara Crawl"                   | Under Girls            | "Bara no Kajitsu"                  |
| 2013 | 31 | "Sayonara Crawl"                   | Team K                 | "How come?"                        |
| 2013 | 32 | "Koisuru Fortune Cookie"           | Next Girls             | "Kondokoso Ecstasy"                |
| 2013 | 33 | "Heart Electric"                   | Undergirls             | "Kaisoku to Doutai Shiryoku"       |
| 2013 | 33 | "Heart Electric"                   | Team K                 | "Sasameyuki Regret"                |
| 2013 | 34 | "Kimi no Hohoemi o Yume ni Miru"   |                        | "Mosh & Dive"                      |
| 2014 | 35 | "Mae shika Mukanee"                | Beauty Giraffes        | "Kimi no Uso wo Shitteita"         |
| 2014 | 36 | "Labrador Retriever"               | Team A                 | "Kimi wa Kimagure"                 |
| 2014 | 37 | "Kokoro no Placard"                | Undergirls             | "Dareka ga Nageta Ball"            |
| 2014 | 38 | "Kibouteki Refrain"                | Senbatsu               | "Kibouteki Refrain"                |
| 2014 | 38 | "Kibouteki Refrain"                | Team A                 | "Juujun na Slave"                  |
| 2015 | 40 | "Bokutachi wa Tatakawanai"         | Senbatsu               | "Bokutachi wa Tatakawanai"         |
| 2015 | 40 | "Bokutachi wa Tatakawanai"         | Selection 16           | "Summer Side"                      |
| 2015 | 41 | "Halloween Night"                  | Senbatsu               | "Halloween Night"                  |
| 2015 | 42 | "Kuchibiru ni Be My Baby"          | Jisedai Senbatsu       | "Kimi o Kimi o Kimi o..."          |
| 2015 | 42 | "Kuchibiru ni Be My Baby"          | Team K                 | "Onēsan no Hitorigoto"             |
| 2016 | 43 | "Kimi wa Melody"                   | AKB48 Jisedai Senbatsu | "LALALA Message"                   |
| 2016 | 44 | "Tsubasa wa Iranai"                | Senbatsu               | "Tsubasa wa Iranai"                |
| 2016 | 44 | "Tsubasa wa Iranai"                | Team K                 | "Aishū no Trumpeter"               |
| 2016 | 45 | "Love Trip / Shiawase o Wakenasai" | Senbatsu               | "Love Trip / Shiawase o Wakenasai" |
| 2016 | 46 | [High Tension"                     | Waiting Circle         | "Osaekirenai Shoudou"              |
| 2017 | 47 | "Shoot Sign"                       | Senbatsu               | "Shoot Sign"                       |
| 2017 | 48 | "Negaigoto no Mochigusare"         | Senbatsu               | "Negaigoto no Mochigusare"         |
| 2017 | 48 | "Negaigoto no Mochigusare"         | "Tenmetsu Pheromone"   |                                    |
| 2018 | 52 | Teacher Teacher                    | Team K                 | "Shuuden no Yoru"                  |

### Album cùng AKB48
Koko ni Ita Koto
- "High school days" (Kenkyuusei)
- "Koko ni Ita Koto" (AKB48 + SKE48 + NMB48)

1830m
- "Lemon no Toshigoro"
- "Sakuranbo to Kodoku" (Kenkyuusei)
- "Aozora yo Sabishikunai Ka?" (AKB48 + SKE48 + NMB48 + HKT48)

Tsugi no Ashiato
- "Kyouhansha" (Team K)

Koko ga Rhodes da, Koko de Tobe!
- "Oh! Baby" (Team A)
- "Downtown Hotel 100 Goushitsu"

0 to 1 no Aida
- "Ai no Shisha" (Team K)
- "Hajimari no Yuki"

Thumbnail
- "Ano Hi no Jibun"
- "Subete wa Tochuu Keika"